# Mwingi (district)
Mwingi is een Keniaans district in de provincie Mashariki. Het district telt 303.828 inwoners (1999) en heeft een bevolkingsdichtheid van 30 inw/km². Ongeveer 3,9% van de bevolking leeft onder de armoedegrens en ongeveer 63,0% van de huishoudens heeft beschikking over elektriciteit.